# Man Lok Leung
Man Lok Leung (chinesisch 梁文洛, Pinyin Liáng Wénluò, Jyutping Loeng4 Man4lok3, kantonesisch Leung Man Lok; * 29. März 1999 in Hongkong) ist ein Dartspieler aus Hongkong.

## Karriere
Man Lok Leung konnte sich über den asiatischen Qualifier für die PDC World Youth Championship 2017 qualifizieren. Dort unterlag er in der 1. Runde mit 2:6 dem Engländer Rhys Hayden. Seine nächsten Turniere bei der PDC spielte Leung auf der Development Tour 2020, wo er zweimal die Runde der letzten 64 erreichen konnte. Zudem qualifizierte er sich für die PDC World Youth Championship 2020. Bei seiner zweiten Junioren-WM-Teilnahme setzte Leung sich mit Siegen über Marcus Brambati aus Italien und Geert Nentjes aus den Niederlanden in seiner Vorrundengruppe durch. Doch in der K.-o.-Phase schied er gegen den Engländer Jaikob Selby-Rivas aus. Ein Jahr später konnte er sich als Partner von Kai Fan Leung für den World Cup of Darts 2021 qualifizieren. Trotz Matchdarts unterlag das Duo in der ersten Runde dem Team aus Nordirland. Bei der World Youth Championship 2022 sowie bei einem Turnier auf der PDC Development Tour 2022 erreichte Leung jeweils das Viertelfinale. Bei der ersten Austragung des Bahrain Darts Masters 2023 erhielt Leung eine Wildcard von der PDC und gab somit sein Debüt bei der World Series of Darts. Gegen Luke Humphries unterlag er in der ersten Runde mit 3:6. Im März 2023 konnte Leung das erste sowie das sechste Turnier auf der PDC Asian Tour gewinnen und ließ im August einen weiteren Turniersieg folgen. Zuvor hatte er zum zweiten Mal am World Cup of Darts 2023 teilgenommen, dieses Mal mit Lee Lok Yin. Das Duo unterlag jedoch in der Vorrunde Deutschland und Japan und schied somit aus.
Da Haruki Muramatsu sich bereits als Sieger der PDC Asian Championship 2023 für die PDC World Darts Championship 2024 qualifizieren konnte, ging der freie Startplatz für den japanischen Spieler der PDC Asian Championship 2023 an Leung, der auf dem fünften Platz in der PDC Asian Tour Order of Merit rangierte. Im Oktober 2023 gewann er zudem in Malaysia die WDF-Turniere Malaysian Open und Johor Open.
In der ersten Runde der PDC World Darts Championship 2024 besiegte er überraschend Gian van Veen knapp mit 3:2 und stellte dabei mit elf 180ern den Rekord für die meisten geworfenen Maxima in einem Erstrundenmatch auf. Der vorherige Rekord stammte mit zehn 180ern von Scott Williams aus dem Vorjahr. In Runde zwei musste er sich dem Deutschen Gabriel Clemens mit 1:3 geschlagen geben.

## Weltmeisterschaftsresultate

### PDC-Junioren
- 2017: 1. Runde (2:6-Niederlage gegen  Rhys Hayden)
- 2020: 1. Runde (5:6-Niederlage gegen  Jaikob Selby-Rivas)
- 2022: Viertelfinale (0:6-Niederlage gegen  Nathan Girvan)

### PDC
- 2024: 2. Runde (1:3-Niederlage gegen  Gabriel Clemens)